# Feedlot

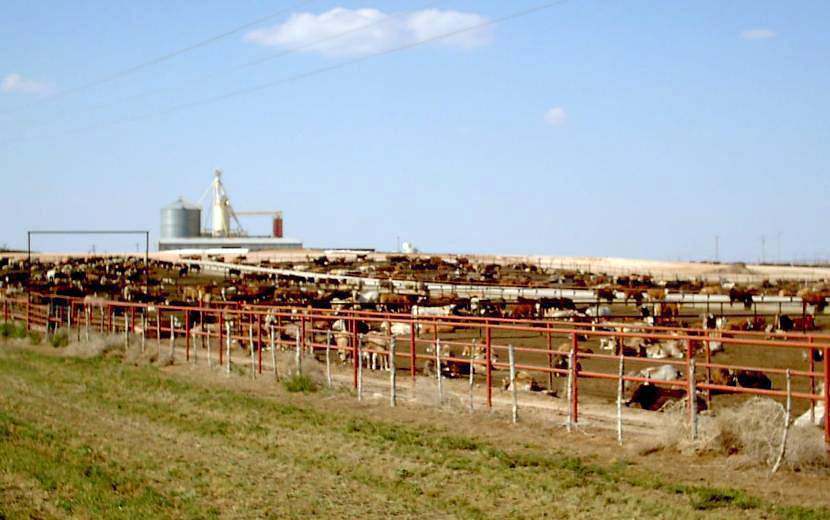
Feedlot in Texas

Ein Feedlot oder Feedyard ist der amerikanische Ausdruck für eine Mastanlage in der Massentierhaltung, die dafür ausgelegt ist, Schlachtvieh, hauptsächlich Rinder, zu mästen.

## Umsetzung
Diese Art des Mastbetriebs wird hauptsächlich in den USA betrieben, und zwar auf den Great Plains oberhalb des Ogallala-Aquifers. Hier konzentriert sich ein Großteil der Feedlots mit mehr als 16 000 Mastanlagen. Zum Teil benötigen Feedyards eine amtliche Genehmigung wegen der hohen Güllebelastung für die Umgebung. Im kleineren Maßstab werden Feedlots auch in anderen Regionen mit intensiver Tierhaltung betrieben.
Feedlots werden überwiegend von vertikal integrierten agrarindustriellen Unternehmen betrieben. So hat das Unternehmen Monfort of Colorado (in der Zwischenzeit Teil von ConAgra Foods) drei Feedyards mit einem Investitionsvolumen von 800 Mio. $: In jeweils 1 mal 1/2 Meilen großen Freiluftgehegen, die auf insgesamt 225 000 Tiere ausgelegt sind, werden pro Jahr ca. 500 000 Bullen in drei bis vier Monaten schlachtreif gemästet.
Zunächst werden die Kälber auf Weiden auf 300 kg gemästet, bis sie in die Mastanlagen gelangen, um dort eine spezielle Ernährung zu erhalten, eine Silage, die aus Heu, Mais, Sorghum und anderem Getreide, Sojabohnen, Zuckerrübenresten, Baumwollsamenmehl, Mineralien und Abfallprodukten der Lebensmittelindustrie besteht. Diese wird vorgewärmt, damit die Tiere möglichst wenig Energie verbrauchen. Die Energiedichte lässt die Tiere 180 kg an Gewicht zunehmen.

## Film
- Industrialisierte Landwirtschaft in den USA. Rindfleischproduktion in Colorado. FWU Institut für Film und Bild in Wissenschaft und Unterricht, 1994, 16 min.